# Albertsons Stadium
O Albertsons Stadium é um estádio localizado em Boise, Idaho, Estados Unidos, possui capacidade total para 36.387 pessoas, é a casa do time de futebol americano universitário Boise State Broncos football da Universidade Estadual de Boise. O estádio foi inaugurado em 1970 em substituição ao Broncos Stadium, é notável por ter um campo com grama artificial azul.